# Episodi de I Simpson (ventiseiesima stagione)
La ventiseiesima stagione de I Simpson è andata in onda negli Stati Uniti dal 28 settembre 2014 al 17 maggio 2015 su Fox. In Italia la maggior parte degli episodi è stata trasmessa dal 21 settembre al 16 ottobre 2015 su Italia 1, mentre Simpsorama e Non sarò a casa per Natale sono stati trasmessi in prima TV dal canale il 23 dicembre.
Durante la trasmissione di questa stagione, il 28 settembre 2014, viene trasmesso un episodio crossover tra I Simpson e I Griffin intitolato E alla fine si incontrano, anch'esso mandato in onda in Italia il 23 dicembre 2015.
| N° | Codice di produzione | Titolo italiano               | Titolo originale              | Prima TV USA      | Prima TV Italia   |
| -- | -------------------- | ----------------------------- | ----------------------------- | ----------------- | ----------------- |
| 1  | SABF20               | Depressioni di un clown       | Clown in the Dumps            | 28 settembre 2014 | 21 settembre 2015 |
| 2  | SABF17               | Naufragio di un rapporto      | The Wreck of the Relationship | 5 ottobre 2014    | 22 settembre 2015 |
| 3  | SABF19               | Super Franchise Me            | Super Franchise Me            | 12 ottobre 2014   | 23 settembre 2015 |
| 4  | SABF21               | La paura fa novanta XXV       | Treehouse of Horror XXV       | 19 ottobre 2014   | 24 settembre 2015 |
| 5  | SABF22               | Un Fracking di opposti        | Opposites A-Frack             | 2 novembre 2014   | 25 settembre 2015 |
| 6  | SABF16               | Simpsorama                    | Simpsorama                    | 9 novembre 2014   | 23 dicembre 2015  |
| 7  | TABF01               | Incendiato e confuso          | Blazed and Confused           | 16 novembre 2014  | 28 settembre 2015 |
| 8  | TABF02               | Coverart                      | Covercraft                    | 23 novembre 2014  | 29 settembre 2015 |
| 9  | TABF03               | Non sarò a casa per Natale    | I Won't Be Home for Christmas | 7 dicembre 2014   | 23 dicembre 2015  |
| 10 | RABF15               | L'uomo che diventò cena       | The Man Who Came to Be Dinner | 4 gennaio 2015    | 30 settembre 2015 |
| 11 | TABF05               | Il nuovo amico di Bart        | Bart's New Friend             | 11 gennaio 2015   | 1 ottobre 2015    |
| 12 | TABF04               | Il Musk che cadde sulla terra | The Musk Who Fell To Earth    | 25 gennaio 2015   | 2 ottobre 2015    |
| 13 | TABF06               | Camminiamo a testa alta       | Walking Big & Tall            | 8 febbraio 2015   | 5 ottobre 2015    |
| 14 | TABF07               | Mia signora del trasporto     | My Fare Lady                  | 15 febbraio 2015  | 6 ottobre 2015    |
| 15 | TABF08               | Guida per una principessa     | The Princess Guide            | 1 marzo 2015      | 7 ottobre 2015    |
| 16 | TABF09               | Super Winchester              | Sky Police                    | 8 marzo 2015      | 8 ottobre 2015    |
| 17 | TABF10               | Il nuovo uomo Duff            | Waiting for Duffman           | 15 marzo 2015     | 9 ottobre 2015    |
| 18 | TABF11               | Mamma impicciona              | Peeping Mom                   | 19 aprile 2015    | 12 ottobre 2015   |
| 19 | TABF12               | I ragazzi stanno litigando    | The Kids Are All Fight        | 26 aprile 2015    | 13 ottobre 2015   |
| 20 | TABF13               | Su puoi salire tu, nonno      | Let's Go Fly a Coot           | 3 maggio 2015     | 14 ottobre 2015   |
| 21 | TABF15               | Bulli e penitenze             | Bull-E                        | 10 maggio 2015    | 15 ottobre 2015   |
| 22 | TABF16               | Passo da mat-atleta           | Mathlete's Feat               | 17 maggio 2015    | 16 ottobre 2015   |

## Depressioni di un clown
- Sceneggiatura: Joel H. Cohen
- Regia: Steven Dean Moore
- Messa in onda originale: 28 settembre 2014
- Messa in onda italiana: 21 settembre 2015

La famiglia Simpson guarda in TV uno show in cui gli ospiti mettono alla berlina Krusty il Clown. Durante lo spettacolo, il clown si rende conto che durante la sua lunga carriera non è mai stato considerato divertente dai suoi spettatori, i quali lo ritengono "appartenente al passato" e meno spiritoso di molte altre celebrità. Su consiglio di Bart, Krusty si rivolge a suo padre, il rabbino Krustofski, per cercare delle risposte che risollevino il suo morale. Tuttavia, proprio mentre sta per rivelare a Krusty ciò che pensa veramente di lui, il rabbino viene colto da un malore e muore, lasciando in sospeso la frase "Ti ho sempre trovato e...". Rattristato per la perdita del padre e deluso per non essere riuscito a sapere cosa pensasse di lui, Krusty si reca da un terapista, il quale gli chiede di raccontare come era suo padre e quale rapporto avesse con lui. Dai ricordi del clown, emerge che il padre lo considerava "una persona vuota che solamente le risate possono riempire". Successivamente, in preda a una crisi di coscienza, Krusty, abbandona il suo show insieme a Telespalla Mel, mentre Mr. Teeny, la scimmia, inizia a recitare ne La strana coppia con David Hyde Pierce. Nel frattempo, Lisa è preoccupata per la salute di Homer e teme che possa accadergli qualcosa di spiacevole. Così, per cercare di proteggerlo dai pericoli anche quando non può stargli vicino, arriva ad avvolgere il padre in un imballo di plastica con le bolle. Alla fine dell'episodio, Krusty capisce di dover cambiare stile di vita e, dopo aver assistito insieme a Bart a una cerimonia presieduta dal rabbino Rudenstein (il preferito di suo padre) al tempio di Springfield, capisce che quest'ultimo lo amava, ma non glielo ha mai potuto dire. 
- Guest star: Kelsey Grammer (Telespalla Bob), Don Hertzfeldt, Maurice LaMarche, Jackie Mason (rabbino Hyman Krustofski), David Hyde Pierce (sé stesso), Jeff Ross, Sarah Silverman (sé stessa), Enrico Ruggeri (Rabbino Krustofsky nella versione italiana[3])
- Gag del divano: Homer, seduto sul divano, utilizza uno strumento alquanto misterioso: a un certo punto, sulla televisione, si vede prima la data di oggi (28 settembre 2014) e dopo, Homer, sempre cercando di usare questo strumento, fa un viaggio nel tempo: siamo al 19 aprile 1987, data di trasmissione del primo corto della storia dei Simpson. In seguito, si va avanti nel tempo a future puntate dove la serie si chiama Sampsan e tutti ripetono sempre una stessa frase con la voce da robot.
- Frase alla lavagna: " SPOILER: MIO PADRE, PURTROPPO, NON MUORE!"

## Naufragio di un rapporto
- Sceneggiatura: Chuck Sheetz
- Regia: Jeff Westbrook
- Messa in onda originale: 5 ottobre 2014
- Messa in onda italiana: 22 settembre 2015

Dopo aver sorpreso Bart e Milhouse a guardare di nascosto video non adatti ai minori, Homer decide su consiglio di Marge, di essere un padre più responsabile. A tavola con la famiglia, Bart rifiuta di mangiare i broccoli e Homer insiste dicendo che sarebbe stato vicino a lui fino a quando non avesse finito di mangiare tutti i broccoli. La situazione si fa complicata, perché Bart si ostina a non mangiare le verdure per diversi giorni e Homer continua a non staccarsi un attimo dal tavolo, nemmeno quando viene a sapere da Lenny che a breve inizierà una partita di fanta-football con la sua squadra (pur di non cedere, Homer dice a Marge di occuparsene al suo posto). Ormai esasperate, Marge e Lisa decidono di mettere fine alla disputa, iscrivendo forzatamente Homer e Bart a una crociera su una nave-scuola chiamata "Relation Ship" (gioco di parole fra i termini inglesi "relationship" e "ship" che significano rispettivamente "relazione" e "nave"). Durante il periodo di navigazione, padre e figlio dovranno seguire le indicazioni del capitano, comportarsi come veri marinai e collaborare affinché il loro rapporto padre-figlio migliori. Dopo una serie di attriti durante lo svolgimento delle varie attività, l'arrivo di una terribile tempesta che colpisce con violenza la nave, costringe i due a unire le forze e a diventare più gentili e rispettosi l'uno con l'altro. Nel frattempo, usando il computer di Homer, Marge, scopre che gli amici del marito iscritti alla lega di fanta-football usano parole volgari e minacce contro lui e la sua squadra. Preoccupata per le parole che di giorno in giorno diventano sempre più pesanti, Marge decide di fare qualcosa per rimediare e per scoprire le "relazioni" tra Homer e i suoi amici...
- Guest star: Nick Offerman (Capitano Bowditch), Giulio Golia (Capitano Bowditch nella versione italiana[3])
- Gag del divano: entrando in salotto, i Simpson trovano Fichetto sul divano che si appresta a uccidere Grattachecca. Homer allontana il topo e la famiglia accoglie amorevolmente il gatto, che in breve tempo si trasforma in un ospite alcolizzato e disordinato che occupa costantemente il divano. Per risolvere il problema, Homer riporta in casa Fichetto, che si avventa con un'ascia sul povero Grattachecca.
- Frase alla lavagna: assente

## Super Franchise Me
- Sceneggiatura: Bill Odenkirk
- Regia: Mark Kirkland
- Messa in onda originale: 12 ottobre 2014
- Messa in onda italiana: 23 settembre 2015

Ned e la sua famiglia cercano di ridurre l'uso dell'energia elettrica in casa loro, ma Homer se ne serve per alimentare una ruota panoramica e un congelatore di carne da lui "preso in prestito". Nel momento in cui il vicino cerca di riprendersi il congelatore, Marge utilizza la carne in eccesso con l'intenzione di preparare per i familiari dei panini gustosi che in breve tempo diventano popolari anche nella mensa della scuola elementare di Springfield per opera di un intervento di Bart e Lisa. La fama del cibo si dilaga in tutta la città, finché Marge viene contattata dall'agenzia gastronomica "Credenza del panino di Mamma Hubbard", capitanata da Trudy Zangler, che le chiede di aprire con lei un franchising aprendo un nuovo locale gastronomico. Tuttavia ciò creerà problemi lavorativi in Marge, soprattutto quando cercherà battere la concorrenza di Cletus e i suoi bifolchi che hanno aperto dall'altra parte della strada un proprio locale con lo stesso franchising. Marge chiede così consigli a Boe che le dice che l'unico metodo per annullare un franchising è ricorrere alla truffa con l'aiuto della sua famiglia: Homer entra nel locale travestito da uno sconosciuto e Bart lo attacca all'inguine, cosa che gli fa dare la colpa di tutto all'agenzia quanto al franchise per via delle condizioni del contratto. Trudy Zangler annulla così il franchising con Marge, la quale esalta di gioia che le cose siano tornate normali. L'episodio riprende un nome che fa riferimento al documentario Super Size Me ed è dedicato alla memoria dell'attrice Jan Hooks, morta il 9 ottobre.
- Guest star: assente
- Gag del divano: Scena pariodica della cover dell'album Tea for the Tillerman di Cat Stevens
- Frase alla lavagna: assente

## La paura fa novanta XXV
- Titolo originale: Treehouse of Horror XXV
- Sceneggiatura: Stephanie Gillis
- Regia: Matthew Faughnan
- Messa in onda originale: 19 ottobre 2014
- Messa in onda italiana: 24 settembre 2015

Il venticinquesimo special di Halloween si apre con le voci fuori campo degli alieni Kang e Kodos che presentano uno show televisivo in cui tutte le celebrità invitate vengono uccise e disposte in modo da formare il titolo dell'episodio. Come da tradizione, seguono tre segmenti con altrettante storie:

### La scuola è un inferno
Il preside Skinner mette Bart in punizione in un'aula dove si trova un banco con delle misteriose incisioni in Aramaico. Quando Lisa usa un'app per tradurle, i due vengono trasportati all'inferno, che si rivela essere una scuola. Bart inizia a studiare qui e, dopo aver ottenuto ottimi voti in tutte le materie diaboliche che vengono insegnate, chiede ai genitori di potersi trasferire definitivamente in questa scuola. Marge e Homer accettano, ma come esame finale la scuola infernale chiede a Bart di torturare Homer, il quale nonostante l'esitazione del figlio accetta e lo incoraggia a continuare. Alla fine Bart riesce a diplomarsi mentre un Homer sfigurato lo osserva orgoglioso insieme a Marge e ai genitori degli altri studenti.

### Giallo Meccanico
A Londra Boe ha una gang in stile Arancia meccanica insieme a Lenny, Carl e Homer. Quest'ultimo si innamora di una ragazza (Marge) che lo convince a lasciare la gang, che di conseguenza si scioglie. Qualche anno più tardi, quando Boe viene attaccato da una gang di giovani simile a quella che aveva un tempo, chiede a Homer, Lenny e Carl di unirsi a lui per riportare in vita il vecchio gruppo. I quattro fanno irruzione in una festa in stile Eyes Wide Shut e durante la rissa che si scatena con i presenti, le azioni e le battute dei vari personaggi richiamano in chiave parodica numerosi film di Stanley Kubrick. Lo stesso regista viene poi mostrato al lavoro nel suo studio dove, dopo aver guardato la storia di Boe, Homer, Lenny e Carl dichiara che l'intero film va scartato e girato di nuovo.

### The Others
In una parodia di The Others, la famiglia Simpson assiste a inquietanti fenomeni che si verificano per la casa, come scritte insanguinate sullo specchio del bagno, milkshake abbandonati in cucina e la televisione che trasmette sempre e solo lo stesso programma. Sospettando che la casa sia infestata dagli spiriti, la famiglia organizza una seduta spiritica, durante la quale si manifestano i fantasmi di loro stessi ai tempi del Tracey Ullman Show (varietà televisivo nel quale i Simpson hanno fatto la loro prima apparizione in assoluto). Homer è attratto dal fantasma di Marge, che lo preferisce al troppo polemico Homer fantasma. Per gelosia, la vera Marge si suicida, mentre Homer viene ucciso dalla sua controparte fantasma. Bart finge di suicidarsi per raggiungere gli altri fantasmi, spingendo così Lisa a uccidersi veramente per non rimanere sola. Per vendetta Lisa uccide a sua volta il fratello, mentre il giardiniere Willie recupera i corpi dei bambini lasciando intendere di aver ucciso la piccola Maggie. Alla fine tutti i membri della famiglia diventano dei fantasmi e Homer sceglie di stare con la Marge "moderna". La mattina seguente, durante la colazione, Lisa si chiede se esistano altre incarnazioni dei Simpson e, all'improvviso, numerose versioni della famiglia, il cui aspetto è basato sui protagonisti di altri show di animazione, fanno la loro comparsa; sono numerosi i riferimenti tra cui Bleach, One Piece, Pokémon, L'attacco dei giganti, Naruto, Adventure Time, Minions e South Park . Prima della fine della scena si intravede anche la famiglia trasformata in animali tratta dal corto L'Isola del Dr. Hibbert de La paura fa novanta XIII. Questo segmento si chiude con il vecchio Homer che tenta con scarso successo di fare una fotografia di gruppo ai membri di entrambe le famiglie, in un omaggio diretto al cortometraggio Family Portrait ("Ritratto di famiglia") trasmesso durante il Tracey Ullman Show nel 1988.
- Guest star: John Ratzenberger, Stanley Kubrick
- Gag del divano: assente
- Frase alla lavagna: assente
- Curiosità: nel secondo segmento si sente la musica de La gazza ladra di Gioachino Rossini, già sentita anche in SpongeBob, nell'episodio Lezioni di maturità.

## Un Fracking di opposti
- Sceneggiatura: Valentina L. Garza
- Regia: Matthew Nastuk
- Messa in onda originale: 2 novembre 2014
- Messa in onda italiana: 25 settembre 2015

Patty e Selma si trattengono in casa Simpson a seguito di una vacanza a Parigi e iniziano a disturbare la quiete della famiglia fumando eccessivamente. Infuriato per la loro presenza, Homer fa installare degli allarmi antincendio in tutte le stanze della casa per far sì che le cognate smettano di fumare. Le due sorelle tuttavia, non riescono a rinunciare al proprio vizio e decidono di fumare segretamente nel bagno (unica stanza rimasta priva di sensori) dove l'accensione delle sigarette causa l'incendio inaspettato dell'acqua del rubinetto, rendendo Homer più infuriato di prima. Lisa pensa che la causa dello strano fenomeno possa essere legata alle operazioni di fracking recentemente avviate dal signor Burns e decide di far intervenire la candidata al Partito Democratico degli Stati Uniti Maxine Lombard per monitorare la situazione. Rilevate delle irregolarità, la democratica fa chiudere gli impianti di Burns, che per tutta risposta si reca nel suo ufficio con l'intento di minacciarla. Tuttavia, durante una breve lite, i due finiscono per fare sesso e avere una storia d'amore. Burns decide così di riprendere il fracking in modo legittimo e assume Homer per convincere tutti i cittadini di Springfield a cedergli i diritti per lo sfruttamento minerario del sottosuolo. Sfortunatamente Marge non firma la cessione e il sindaco Quimby è costretto ad annullare il progetto di Burns. La decisione scatena la rabbia di tutti, dato che Homer aveva loro promesso 5000$ ciascuno. Temendo di essere licenziato, Homer litiga con Marge, mentre Burns, irritato per aver perso ogni possibilità di profitto prevista, lascia la Lombard, che a sua volta si vendica facendo demolire il suo palazzo. Burns chiede allora aiuto a Homer e decide di aumentare con la forza la potenza del fracking, ma Marge riesce a fargli capire i pericoli che Springfield potrebbe correre e lo convince a fermarsi. L'episodio finisce con Homer e Marge che si riconciliano, così come Burns si riconcilierà con Maxine.
- Guest stars: Jane Fonda (Maxine Lombard), Robert Siegel (sé stesso)
- Gag del divano:  assente
- Frase alla lavagna:  assente

## Simpsorama
- Sceneggiatura: J. Stewart Burns
- Regia: Bob Anderson
- Messa in onda originale: 9 novembre 2014
- Messa in onda italiana: 23 dicembre 2015

Alla scuola elementare di Springfield viene preparata una capsula del tempo nella quale ogni studente ripone un oggetto per le generazioni future: fra gli altri, Milhouse depone la sua zampa di coniglio portafortuna e Bart un panino in cui si è soffiato il naso per lasciare qualcosa di personale. Quando vengono sotterrati nella piazza della città, la capsula e tutto il suo contenuto entrano in contatto con alcune scorie radioattive illegalmente sotterrate dal signor Burns. Più tardi, quella stessa sera, i Simpson sentono strani rumori provenire dal piano interrato della casa: andati a controllare, Homer e Bart trovano Bender, il quale spiega di essere arrivato li dal futuro senza però ricordarsi quale sia il motivo. Il robot diventa in breve tempo amico di Homer, con il quale condivide la pigrizia e l'amore per la birra e il bowling. In seguito, Lisa porta Bender dal professor Frink, che resettandolo gli fa tornare in mente lo scopo della sua missione nel passato: uccidere Homer Simpson. Un collegamento video con il Professor Farnsworth e i membri della Planet Express rivela che nel futuro, delle terribili creature simili a conigli aventi il DNA di Homer stanno distruggendo New New York, e l'unico modo per fermarle è eliminare Homer prima che possa dar loro vita. Bender però si rifiuta di uccidere Homer in quanto lo considera un amico. Così, il professor Farnsworth, Fry e Leela decidono di attraversare il portale temporale (del quale Bender costituisce l'ingresso nel presente) per arrivare a Springfield e trovare una soluzione al problema. Frink e Farnsworth svolgono delle ricerche, dalle quali emerge che le creature possiedono in realtà solo una parte del DNA di Homer e quindi discendono con ogni probabilità da uno dei suoi figli. I sospetti vengono confermati quando nel futuro i mostri subiscono un'improvvisa mutazione che li rende fisicamente simili a Bart. A questo punto, è chiaro cosa sia successo: all'interno della capsula del tempo, l'unione dei germi di Bart presenti nel panino, della zampa di coniglio di Milhouse e dei fluidi radioattivi ha dato vita a una nuova forma di vita, che ha iniziato a moltiplicarsi in maniera incontrollata quando la scatola è stata aperta nel futuro. Prima che i Simpson e i membri della Planet Express riescano a dissotterrare e distruggere la capsula del tempo, a New New York le voraci creature discendenti da Bart distruggono il generatore che tiene aperto il portale temporale, cosa che trascina tutti (eccetto Bender e Maggie) nell'anno 3014. Qui, mentre la città è ormai quasi completamente distrutta, Lisa elabora un piano che con l'aiuto dei protagonisti di Futurama permette di radunare tutti i mostri e di spedirli nelle profondità dello spazio. Riportata la calma in città, il portale viene riparato e la famiglia Simpson fa ritorno a Springfield uscendo dal corpo di Bender. Quest'ultimo, essendo parte del portale temporale ha un solo modo per ritornare nella sua epoca: mettersi in stand-by per mille anni e attendere che arrivi il momento di risvegliarsi. L'episodio termina con Homer che ripone il corpo di Bender nello scantinato di casa offrendogli un'ultima birra, mentre nel 3014 le creature di Bart atterrano sul pianeta degli Omicroniani, dove iniziano nuovamente a distruggere ogni cosa.
- Guest star: John DiMaggio (Bender), Maurice LaMarche (Robot Edonista), Phil LaMarr (Hermes Conrad), Katey Sagal (Turanga Leela), Lauren Tom (Amy Wong), Frank Welker e Billy West (Philip J. Fry, professor Farnsworth),
- Gag del divano: il divano si trasforma nel Robot Edonista di Futurama: tutti i membri della famiglia si alzano inorriditi, mentre Homer si mette comodo e si lascia "coccolare" dal robot.
- Frase alla lavagna: La frase alla lavagna è assente. In questo episodio la sigla di apertura riprende lo stile di quella di Futurama, con il logo modificato in "Simpsonrama" e la frase in sovraimpressione che recita: "Una serie senza idee collabora con una serie senza episodi" (evidente ironia sul tema crossover della puntata).

## Incendiato e confuso
- Sceneggiatura:  Carolyn Omine, William Wright
- Regia:  Rob Oliver
- Messa in onda originale:  19 novembre 2014
- Messa in onda italiana:  28 settembre 2015

Il sovrintendente Chalmers ha organizzato uno scambio di docenti per le scuole di Springfield e la classe di Bart viene affidata al famigerato insegnante Jack Lassen. Quest'ultimo non esita a essere molto severo con i ragazzi e, fin dal primo giorno, prende ripetutamente di mira Bart con metodi al limite del bullismo per punirlo dei suoi scherzi, ad esempio tagliandogli i capelli, lasciando nel mezzo una grossa ciocca calva. Bart decide allora di vendicarsi e, con l'aiuto di Milhouse, scopre sul suo profilo di un social network, che Lassen è stato invitato a partecipare a un evento chiamato "L'Uomo Incendiato" (una parodia del festival "Burning Man"), durante il quale avrà il compito di incendiare l'enorme effigie rituale simbolo della manifestazione. Dopo aver convinto la famiglia a partecipare al festival anziché andare in campeggio, Bart mette in atto il suo piano: ricoprire l'intera effigie con una sostanza ignifuga così che Lassen, durante il momento più importante della festa non riesca a incendiarla e si ritrovi in grande imbarazzo davanti alla folla. L'idea ha successo, ma l'insegnante, in preda a un'ira violenta, tenta di uccidere Bart e Milhouse sparando fuoco contro di loro per mezzo di una tuba in fiamme. Alla fine, Lassen viene fermato dagli altri partecipanti all'"Uomo Incendiato" prima che riesca nel suo intento e, dopo essere stato licenziato da Chalmers e Skinner, trova lavoro come guardia carceraria alla Prigione di Springfield, un luogo di certo più adatto al suo temperamento.
- Guest star: Willem Dafoe (Jack Lassen, doppiato in italiano da Andrea Ward), Kelsey Grammer (Telespalla Bob, doppiato in italiano da Gianni Giuliano), David Silverman (sé stesso)
- Gag del divano: In veste di sciatori, i Simpson salgono sul loro skilift casalingo (il divano) e non appena ritornano in scena sono tutti feriti, tranne Maggie che compare sciando con una medaglia d'oro al collo.
- Frase alla lavagna:  assente
- Curiosità: In questo episodio, nell'edizione italiana, è stata leggermente modificata una scena che mostrava il professor Lassen procurarsi da solo una cicatrice con un coltello sulla sua faccia: l'edizione italiana mostrava Lassen togliersi un cerotto e mostrare la cicatrice sulla faccia, eliminando di fatto il sangue mostrato nell'edizione originale. Nonostante ciò l'episodio su Italia 1 è stato trasmesso con un bollino giallo fisso.

## Coverart
- Sceneggiatura: Matt Selman & Al Jean
- Regia: Steven Dean Moore
- Messa in onda originale: 23 novembre 2014
- Messa in onda italiana: 29 settembre 2015

Dopo la chiusura del bar di Boe, il quale viene arrestato per una rissa con il proprietario dell'adiacente negozio di articoli musicali King Toot, Homer decide di sconfiggere la noia comprando un basso elettrico e iniziando a suonare in casa. Il rumore e le vibrazione prodotte dal basso disturbano Marge fino a farla arrabbiare, così, quando scopre che anche i mariti di alcune sue amiche sono dei musicisti, incoraggia Homer a formare una band con loro e a suonare ogni volta in un garage diverso per limitare il disturbo. Così, Homer forma il proprio gruppo con il reverendo Lovejoy alla chitarra, Kirk Van Houten alla tastiera, il dr. Hibbert alla batteria e Apu, che ottiene il ruolo di vocalist dopo aver cantato una cover dei "Sungazer", il suo gruppo rock preferito. In seguito alla partecipazione a numerosi festival ed eventi locali la band, denominata "Covercraft", ottiene un discreto successo, al punto che Apu viene contattato dai Sungazer, i quali gli propongono di entrare nel gruppo per sostituire il loro defunto cantante nei prossimi concerti ufficiali. Apu accetta, divenendo in breve così ricco e famoso da scatenare la rabbia di Homer e il conseguente scioglimento della band di amici. Preso dalla gelosia, Homer decide di vendicarsi di Apu ottenendo un pass per entrare dietro le quinte a un concerto dei Sungazer e cercando di rubare la sua camicia portafortuna, senza la quale non riesce a cantare davanti a un grande pubblico. L'uomo viene però colto sul fatto dallo stesso Apu, che confessa di sentirsi solo e di non essere a proprio agio con lo stile di vita imposto dalla celebrità. Riappacificati, i due amici decidono di vendicarsi dei Sungazer offrendo loro degli hot dog avariati provenienti dal Jet Market di Apu. Nauseti dalla cena, i Sungazer non riescono a suonare e Homer, Apu, Hibbert e Lovejoy prendono il loro posto davanti a migliaia di spettatori radunatisi per il concerto. Alla fine, Apu riesce a rompere il contratto con i Sungazer e ad abbandonare la band, ma questa bravata gli costerà l'arresto insieme a Homer con l'accusa di intossicazione alimentare.
- Guest star: Will Forte (proprietario di King Toot), Sammy Hagar (sé stesso).
- Gag del divano: I Simpson si urtano tra loro mentre arrivano sul divano giocando con i loro smartphone: dopo essere caduti a terra riprendono imperterriti a usare i propri dispositivi.
- Frase della lavagna: assente

## Non sarò a casa per Natale
- Sceneggiatura:  Al Jean
- Regia: Mark Kirkland
- Messa in onda originale: 7 dicembre 2014
- Messa in onda italiana: 23 dicembre 2015

La Vigilia di Natale è alle porte e Homer promette a Marge di lasciare in fretta il lavoro per andare a festeggiare a casa con la famiglia per tutta la serata. Sfortunatamente, quando sta per rispettare la promessa, decide di fermarsi per pochi minuti a bere alla Taverna di Boe, il quale si sente solo e disperato per il fatto di non avere nessuno che trascorra la vigilia con lui. Homer decide quindi di fermarsi a fargli compagnia e di festeggiare con lui il Natale ma, al suo rientro, trova Marge infuriata che lo scaccia di casa per non aver mantenuto la promessa, cosa che gli fa credere di non essere più amato da lei. Depresso e sconfortato, Homer chiede aiuto a Boe per evitare di passare il Natale più brutto della sua vita. Così, mentre Homer vaga per la città assorto nei suoi pensieri, il barista si presenta a casa Simpson chiedendo spiegazioni a Marge e convincendola a perdonare il marito. Marge cerca così di telefonare a Homer, ma sfortunatamente il suo cellulare non funziona in quanto è rimasto congelato all'interno della sua auto. Marge decide allora di andare a cercare il marito per la città e alla fine, dopo averlo trovato a una festa per i dipendenti del centro commerciale, riesce a perdonarlo con la speranza di passare insieme un felice Capodanno. L'episodio termina con un breve promo che mostra alcune scene della puntata successiva, "The Man Who Came To Be Dinner", che verrà trasmessa dopo la pausa natalizia.
- Guest star: assente.
- Gag del divano: la gag dell'episodio è un riferimento al film della Disney Frozen - Il regno di ghiaccio in cui Lisa prende i ruoli di Elsa (la protagonista del film) ed è l'unica a essere seduta sul divano. Compare poi Bart che le tira una palla di neve sulle gote e questa fa erigere con la sua magia un enorme palazzo di ghiaccio al quale il ragazzo rimane agganciato in cima. Alla fine arriva Homer, nel ruolo del pupazzo di neve Olaf, che mangia il proprio naso e rimane disgustato in quanto si tratta di una carota.
- Frase alla lavagna: La carne di renna non ha sapore di pollo.

## L'uomo che diventò cena
- Sceneggiatura: Al Jean & David Mirkin
- Regia: David Silverman
- Messa in onda originale: 4 gennaio 2015
- Messa in onda italiana: 30 settembre 2015

I Simpson visitano il parco dei divertimenti Diz-Nee-Land, dove si imbattono in una nuova attrazione appena aperta e non indicata sulla mappa per i turisti. Una volta entrati, la giostra si trasforma in una nave spaziale controllata dagli alieni Kang e Kodos, che li rapiscono e li conducono su Rigel 7, il loro pianeta natio. Dopo un breve tour del pianeta, Homer, Marge, Bart, Lisa e Maggie vengono tenuti prigionieri in uno zoo, dove viene chiesto loro di scegliere un membro della famiglia che dovrà essere sacrificato e mangiato dagli alieni in una cena rituale. I Simpson scelgono Homer che, proprio quando sta per essere mangiato, viene salvato da alcuni "alieni hippie" che non ritengono giusto mangiare altre specie intelligenti. Dopo un grande festeggiamento, gli alieni propongono a Homer di tornare sulla Terra, ma l'uomo rifiuta e decide di andare a salvare la propria famiglia, che nel frattempo sta per essere a sua volta mangiata dai Rigeliani. Homer propone di essere mangiato al posto della moglie e dei figli, ma gli alieni lo catturano nuovamente e lo preparano per la cena insieme agli altri Simpson. Alla fine il banchetto ha inizio, ma quando la regina dei Rigeliani assaggia un pezzo di una natica di Homer cade a terra e muore avvelenata a causa delle sostanze poco salutari (derivanti dall'alimentazione fast food) presenti in grande quantità nella carne umana. In seguito alla morte della loro sovrana, gli alieni rimandano i Simpson sulla Terra a bordo di un'astronave i cui interni assomigliano a quelli dalla USS Enterprise di Star Trek. La famiglia imposta la rotta per casa ma, dopo aver ricevuto una chiamata da nonno Simpson, decide di andare da qualsiasi altra parte dello spazio pur di non tornare da lui.
- Guest star: assenti.
- Gag del divano: seduti su una panca in una galleria d'arte, i Simpson osservano con aria annoiata cinque quadri con soggetti che li raffigurano. Homer estrae un telecomando e, con sollievo di tutti, fa apparire altrettanti programmi televisivi dentro alle cornici dei quadri.
- Frase alla lavagna: assente.
- Curiosità: Al Jean e David Mirkin hanno dichiarato sui propri profili Twitter che questo episodio era stato originariamente concepito come possibile seguito del lungometraggio I Simpson - Il film uscito nel 2007[4][5]. Ciò spiega la "non canonicità" della trama e il fatto che la messa in onda dell'episodio sia stata a lungo posticipata (il codice di produzione - RABF15 - risale infatti alla stagione numero 24).

## Il nuovo amico di Bart
- Sceneggiatura: Judd Apatow
- Regia: Bob Anderson
- Messa in onda originale: 11 gennaio 2015
- Messa in onda italiana: 1º ottobre 2015

Il pensionamento di uno dei colleghi di Homer fa sì che quest'ultimo si ritrovi a dover lavorare duramente per la prima volta da quando si trova alla centrale nucleare. Notando che il marito è stressato a causa delle grandi responsabilità che gravano su di lui, Marge propone alla famiglia di andare al circo per trascorrere qualche ora di relax. Dopo aver assistito allo spettacolo, i Simpson si aggirano fra gli stand dei vari artisti e si imbattono nel tendone del celebre ipnotista Sven Golly. Bart propone di assistere al suo numero e Homer viene chiamato come volontario per essere ipnotizzato e diventare un bambino di dieci anni. Con grande stupore dei presenti, il numero ha successo, e Homer inizia a parlare e a comportarsi come se fosse veramente un bambino. Improvvisamente, la polizia fa irruzione nel tendone per arrestare Golly, ma lo scaltro ipnotista riesce a fuggire lasciando Homer sotto gli effetti dell'ipnosi. Il dottor Hibbert suggerisce alla famiglia di trattare Homer come un vero bambino di dieci anni fino a quando non riusciranno a rintracciare Golly il quale, avendo effettuato l'ipnosi, è l'unica persona in grado di farlo uscire senza rischi dallo stato di trance in cui si trova. Homer inizia ad andare a scuola e a dormire nella camera di Bart, il quale è molto felice di avere una sorta di "fratello" della sua età con cui giocare e trascorrere il tempo libero. Una sera, Homer confessa a Bart che da grande non vorrebbe avere una moglie, una famiglia con tre figli e un lavoro stabile ma noioso. Resosi conto di quanto il padre sia in realtà scontento della propria vita da adulto, Bart fa di tutto per prolungare la sua condizione di ipnosi e far sì che Homer possa divertirsi ancora un po' con lui. Così, quando Sven Golly viene catturato dalla polizia e invitato a rimettere le cose a posto, Bart si allontana da casa insieme a Homer per trascorrere un pomeriggio al parco dei divertimenti. Alla fine, la polizia e il resto della famiglia Simpson riescono a rintracciarli e Sven Golly interrompe l'ipnosi facendo tornare Homer quello di sempre.
- Guest star: Stacy Keach (Don Bookner)
- Gag del divano: in una parodia della favola "Riccioli d'oro e i tre orsi", Homer, Marge e Bart (disegnati come orsi) entrano in casa e scoprono che il loro cibo è stato mangiato e i loro divani danneggiati. Quando trovano Lisa in versione Riccioli d'oro addormentata sul divano più piccolo, gli orsi la aggrediscono, ma l'unica vittima della rissa che si scatena sarà Homer, il quale nella scena successiva viene letteralmente servito come cena per gli altri personaggi. Infine, l'inquadratura si allarga mostrando Homer e Maggie sul divano di casa Simpson e lasciando intendere che la storia appena vista è stata letta da Homer alla piccola.
- Frase alla lavagna: "I PUPAZZI DI NEVE NON HANNO IL PENE DI CAROTA"
- Curiosità: l'episodio era stato concepito da Apatow fin dal 1990, quando aveva 22 anni. La stesura iniziale era uguale a quella dell'episodio trasmesso, con la sola eccezione della morte dell'ipnotizzatore.

## Il Musk che cadde sulla terra
- Sceneggiatura: Neil Campbell
- Regia: Matthew Nastuk
- Messa in onda originale: 8 febbraio 2015
- Messa in onda italiana: 2 ottobre 2015

L'imprenditore e inventore Elon Musk arriva a Springfield, dove viene ospitato dai Simpson. Homer stringe subito amicizia con Elon, il quale trova in lui una ricca fonte di ispirazione per nuove idee e invenzioni. Homer porta con sé l'imprenditore alla centrale nucleare dove, grazie ai suoi suggerimenti e alla proposta di lavorare gratis, ottiene l'attenzione di Burns. Musk propone a quest'ultimo di aumentare la capacità della centrale e di alimentare ogni cosa in città con l'energia elettrica, in modo da ottenere grandi profitti a fronte di alcuni costi aggiuntivi. Il progetto va in porto e in breve l'intera Springfield viene ammodernata con l'introduzione di auto elettriche ecologiche in grado di guidare da sole e di altri sistemi di trasporto all'avanguardia. Tuttavia, al primo resoconto trimestrale delle entrate, Burns si rende conto che le idee innovative ed eco-compatibili di Musk stanno causando perdite economiche per svariati milioni di dollari alla centrale, perdite che Musk considera come un sacrificio inevitabile per salvaguardare il pianeta e lasciare un ambiente migliore alle generazioni future. Per limitare le spese, Burns è costretto a effettuare licenziamenti di massa fra i dipendenti della centrale nucleare, cosa che getta la città in una profonda depressione economica simile a quella del 1929. Mentre Burns cerca maldestramente di assassinare Musk per vendicarsi, Homer vuole trovare un modo per rompere la sua amicizia con l'inventore, dato che tutte le sue idee gli appaiono affrettate e poco funzionali. Alla fine Homer si congeda da Musk, che saluta i Simpson e lascia Springfield a bordo di una capsula spaziale Dragon della SpaceX.
L'episodio si ispira (sia nel titolo sia per gran parte della trama) al romanzo di Walter Tevis, L'uomo che cadde sulla Terra (romanzo) (The Man Who Fell to Earth), del 1963, da cui nel 1976 il regista Nicolas Roeg trasse un film di fantascienza con protagonista il cantante rock inglese David Bowie. Il riferimento a Bowie è inoltre esplicito anche nella musica di sottofondo nella scena finale, in cui si mostra Musk, viaggiatore solitario nella sua navicella spaziale, sulle note di Starman, brano di Bowie tratto dall'album The Rise and Fall of Ziggy Stardust and the Spiders from Mars del 1972.
- Guest star: Elon Musk (sé stesso)
- Gag del divano: assente
- Frase alla lavagna: assente

## Camminiamo a testa alta
- Sceneggiatura: Chris Clements
- Regia: Michael Price
- Messa in onda originale: 8 febbraio 2015
- Messa in onda italiana: 5 ottobre 2015

I cittadini di Springfield scoprono che l'inno della città introdotto trenta anni prima dall'ex sindaco Hans Uomo Talpa non è una composizione originale bensì un plagio identico all'inno di decine di altre città americane. Con l'aiuto di Bart, Lisa decide di scrivere un nuovo inno (dopo aver perfino superato la proposta di Pharrell Williams che verrà cacciato dalla città come l'Uomo Talpa), che alcuni giorni dopo viene cantato per la prima volta al teatro di Springfield di fronte a tutti i cittadini. Durante la serata, Homer rimane incastrato nella poltrona del teatro a causa del suo fisico robusto e, dopo aver letteralmente sradicato dal pavimento una fila di poltrone, finisce per mettersi in ridicolo davanti all'intera città. Preoccupata per quanto accaduto, Marge invita Homer a partecipare alle riunioni di un gruppo di "strafogatori anonimi", che dovrebbe aiutarlo a dimagrire. Homer accetta, ma scopre che il gruppo di sostegno è in realtà costituito da persone che non solo non vogliono perdere peso, ma vanno anche fiere della propria condizione e chiedono di essere accettate e rispettate dalla società per quello che sono. Homer rimane particolarmente affascinato da Albert, il fondatore del gruppo, che lo invita a essere sé stesso, a godersi la vita e a non vergognarsi né sentirsi in colpa per il fatto di essere grasso. Marge cerca invece di convincere Homer ad abbandonare il gruppo e a cambiare il suo stile di vita, senza tuttavia riuscirci. In seguito, quando Albert muore a soli ventitré anni per un malore improvviso, Homer si convince a seguire uno stile di vita più sano e abbandona il gruppo degli "strafogatori" invitando i partecipanti a iscriversi subito in palestra.
- Guest star: Kevin Michael Richardson (Albert) e Pharrell Williams (sé stesso)
- Gag del divano: i Simpson sono rappresentati come bocconcini di un piatto di sushi che naviga su una barchetta in un ristorante orientale. I clienti afferrano e mangiano tutti i membri della famiglia tranne Homer che, esultando per essere sopravvissuto, finisce in acqua dove viene inghiottito da un pesce.
- Frase alla lavagna: assente

## Mia signora del trasporto
- Sceneggiatura: Marc Wilmore
- Regia: Michael Polcino
- Messa in onda originale: 15 febbraio 2015
- Messa in onda italiana: 6 ottobre 2015

Per i Simpson è un sabato ricco di impegni e, mentre Homer si rifugia alla taverna di Boe, Marge è costretta a guidare tutto il giorno per accompagnare Bart, Lisa e Maggie ai loro appuntamenti in giro per la città. Durante una sosta al distributore di benzina, Marge incontra un uomo che lavora per un servizio di trasporti automobilistici privato, il quale sfrutta i social media per ricevere le richieste dei clienti e offrire loro passaggi con tariffe più economiche rispetto ai tradizionali taxi. Per guadagnare un po' di soldi dall'enorme tempo che trascorre ogni giorno nel traffico cittadino, Marge decide di unirsi a questo servizio e inizia a fare l'autista a tempo pieno. Nel frattempo, Boe lascia per alcune ore la sua taverna nelle mani di Homer, Lenny e Carl per assistere a uno spettacolo teatrale di Laney Fontaine. I tre amici organizzano una serata promozionale in cui le donne hanno diritto a consumazioni gratuite: in questo modo sperano di attirare anche molti clienti maschi e di rilanciare gli affari stagnanti del locale di Boe. Al ritorno di quest'ultimo però, la taverna è completamente distrutta a causa di una violenta rissa scoppiata fra le donne che hanno preso parte alla serata e, non avendo i soldi per riparare i danni, Boe è costretto a chiudere la sua attività. Homer, Lenny e Carl, per farsi perdonare gli suggeriscono di fare domanda di lavoro alla centrale nucleare, dove viene inizialmente assunto come addetto alle pulizie. In seguito, dopo aver salvato la centrale da una visita a sorpresa degli ispettori della sicurezza, l'ex barista viene promosso a supervisore del settore 7G, divenendo così il diretto superiore dei suoi amici. Come responsabile, Boe impone a Homer, Lenny e Carl il rispetto delle norme di comportamento della centrale e, per rientrare nei tagli al budget, assegna Homer a una nuova mansione: addetto alla cura delle piante negli uffici. A causa di tutto questo però, finisce per perdere i suoi amici e per sentirsi depresso. Intanto, anche Marge comincia a essere stanca del suo nuovo lavoro, che risulta essere più stressante del previsto. Alla fine, quando i tassisti di Springfield accusano Marge di sottrarre loro il lavoro e cercano di aggredirla, il tempestivo intervento di Boe riesce a riportare la calma. Marge capisce tuttavia di dover abbandonare il suo nuovo lavoro, e convince Boe a fare altrettanto per rimettere in sesto il suo locale.
- Guest star: Christopher Lloyd (Jim Ignatowski), Rich Sommer (giovane uomo)
- Gag del divano: i Simpson entrano in una sorta di varco temporale e sul divano si alternano rapidamente personaggi e rappresentazioni della famiglia che richiamano alcuni degli episodi più celebri della serie.
- Frase alla lavagna: "LA PIXEL ART NON È VERA ARTE"
- Curiosità:  L'intera sigla di apertura di questo episodio è realizzata in pixel art e presenta una grafica e una colonna sonora che richiamano quella dei videogames a 8 bit. La sequenza (che include svariati riferimenti a personaggi e avvenimenti chiave tratti da episodi precedenti de "I Simpson") è stata realizzata dagli animatori Ivan Dixon e Paul Robertson come tributo amatoriale alla serie ed è apparsa inizialmente su YouTube, dove ha ottenuto una notevole popolarità. Solo alcune settimane più tardi, i produttori dello show hanno contattato gli autori per includere questa versione speciale della sigla in un episodio vero e proprio.

## Guida per una principessa
- Sceneggiatura: Brian Kelley
- Regia: Timothy Bailey
- Messa in onda originale: 1 marzo 2015
- Messa in onda italiana: 7 ottobre 2015

La centrale nucleare di Springfield è sull'orlo della bancarotta a causa delle perdite economiche provocate da Elon Musk nell'episodio Il Musk che cadde sulla terra. Per risollevare le sorti dell'impianto, Burns ha in programma un accordo con un re nigeriano per negoziare l'acquisto di uranio a basso prezzo. La trattativa è di vitale importanza, dato che in caso di fallimento Burns sarebbe costretto a vendere la centrale e a trasferirsi nel Sud Pacifico con Smithers, il quale si dimostra fin da subito attratto da questa eventualità. Durante il periodo di permanenza a Springfield, il re nigeriano chiede a Burns di occuparsi di sua figlia Kemi e di tenerla lontana dai guai mentre lui si occupa di affari. Questo compito viene affidato a Homer che, dopo aver cercato inutilmente di far restare in casa la principessa, le propone di andare alla taverna di Boe. Quando il barista scopre che Kemi è nigeriana, tenta subito un approccio con lei per cercare di avere informazioni riguardo a un fantomatico principe nigeriano che lo aveva truffato tempo prima su Internet. In seguito, tra Boe e la principessa si crea un buon rapporto e i due iniziano a trascorrere molto tempo insieme, mentre Homer cerca disperatamente di rintracciare Kemi, di cui ha perso le tracce. Mentre stanno girando per la città, la principessa e Boe vengono fotografati da un paparazzo proprio quando lei è intenta a baciarlo sulla fronte. In breve la fotografia si diffonde sul web e, grazie a Smithers che sperava di far saltare le trattative per passare il resto della sua vita con Burns, viene vista anche dal re nigeriano, che annulla immediatamente l'accordo raggiunto a fatica con Burns. Alla fine, Kemi dichiara al padre di non essere innamorata di Boe e di aver visto in lui soltanto una persona per bene con cui visitare Springfield. Prima che il re possa punirla, Homer interviene in sua difesa rivolgendo al re un discorso da padre a padre che lo convince a firmare l'accordo con Burns, mentre Smithers è costretto ancora una volta rinunciare ai suoi sogni.
- Guest star: Richard Branson (sé stesso), Yaya DaCosta (Principessa Kemi), Jon Lovitz (Enrico Irritazio) e Kevin Michael Richardson (re nigeriano)
- Gag del divano: in salotto è presente una grande stampante da cui esce un foglio con il disegno della famiglia Simpson seduta sul divano. Il foglio si inceppa prima che la stampa sia completata.
- Frase alla lavagna: assente
- Curiosità: Questo episodio è dedicato a Leonard Nimoy, scomparso il 27 febbraio 2015.

## Super Winchester
- Sceneggiatura: Matt Selman, Al Jean
- Regia: Rob Oliver
- Messa in onda originale: 8 marzo 2015
- Messa in onda italiana: 8 ottobre 2015

Il commissario Clancy Winchester riceve erroneamente per posta un jet pack destinato a un generale dell'esercito americano e decide di usarlo per combattere il crimine in città. Quando il militare scopre dove si trova il dispositivo, si reca dal commissario per riaverlo indietro e, al rifiuto di Winchester, ordina ai suoi uomini di aprire il fuoco contro di lui. I proiettili colpiscono il jet pack mentre è in volo facendo perdere il controllo a Winchester, che finisce per abbattersi rovinosamente sulla chiesa di Springfield distruggendola. Per rimediare il denaro necessario alle riparazioni dell'edificio, la congregazione della chiesa (formata da Marge, Apu, Ned Flanders, il Reverendo Lovejoy con la moglie Helen, Telespalla Mel e Agnes Skinner) è costretta a ricorrere segretamente al gioco d'azzardo e in particolare alla tecnica del conteggio delle carte al tavolo del Blackjack. Tramite questa strategia, considerata scorretta dal casinò in quanto consente di aumentare in modo consistente la probabilità di vincita, Marge e gli altri riescono, senza farsi scoprire, a ottenere la somma richiesta per la chiesa. Tuttavia, quando Homer scopre che Marge gioca d'azzardo senza dirgli nulla, si reca al casinò per chiederle spiegazioni. Qui viene rapito e tenuto in ostaggio dai proprietari del locale i quali sono disposti a lasciarlo andare solo se la congregazione della Chiesa restituirà loro il denaro vinto grazie al conteggio delle carte. Non sapendo come risolvere la situazione, Marge si inginocchia in mezzo al casinò e inizia a pregare per la libertà del marito davanti a tutti i presenti. Notando che la preghiera sta distraendo i clienti dal gioco, con conseguenti danni al business del casinò, il direttore della struttura decide di liberare Homer e di consentire alla congregazione di tenere la somma vinta in precedenza. Tuttavia, il gruppo viene bandito a vita dal locale per aver giocato scorrettamente, cosa che scatena una vana protesta da parte di Homer secondo il quale contare le carte durante la partita a Blackjack non è contro il regolamento.
- Guest star:  Nathan Fielder (sé stesso)
- Gag del divano:  assente
- Frase alla lavagna:  assente

## Il nuovo uomo Duff
- Sceneggiatura: John Frink
- Regia: Steven Dean Moore
- Messa in onda originale: 15 marzo 2015
- Messa in onda italiana: 9 ottobre 2015

L'attore che interpreta Duffman, il personaggio mascotte della celebre birra di Springfield, deve sottoporsi a un intervento chirurgico all'anca ed è costretto a ritirarsi dalla scena pubblica. Per trovare la persona che dovrà sostituirlo, la birreria Duff organizza un concorso al quale Homer decide di partecipare sperando di trovare un lavoro che gli permetta di divertirsi e bere birra in abbondanza per tutto il tempo. Tuttavia, quando Homer vince la gara, il presidente della Duff, Howard K. Duff VII, gli spiega che Duffman deve rimanere sobrio, in quanto l'interpretazione di questo personaggio costituisce un vero e proprio lavoro. Inoltre, per assicurarsi che Homer non consumi birra, Howard K. Duff VII fa impiantare nel suo braccio un piccolo chip che verifica costantemente la presenza di alcol nel sangue. Superato lo shock iniziale, Homer inizia a interpretare con successo l'Uomo-Duff, prendendo parte a un gran numero di manifestazioni e spot pubblicitari in cui rimane rigorosamente sobrio (cosa che fa molto piacere a Marge). In seguito, dopo aver sorvolato la città a bordo del dirigibile Duff, Homer si rende conto di quanto la birra da lui sponsorizzata abbia un effetto negativo sulle persone e sull'ambiente. Così, convinto di avere delle responsabilità legate alla popolarità del suo personaggio, decide di dimostrare agli abitanti di Springfield che è possibile divertirsi anche senza bere alcol. Durante una gara all'autodromo cittadino, Homer fa servire segretamente della birra analcolica, ma quando gli spettatori lo scoprono, viene circondato da una folla rabbiosa pronta a fargli del male. Howard K. Duff VII interviene in suo soccorso e, dopo aver rivelato che non esiste alcun chip per il controllo dell'alcol, gli suggerisce di bere immediatamente una Duff per placare l'ira del pubblico. Homer accetta, ma finisce per bere ben più di una birra, ubriacandosi come suo solito. Soddisfatto di essere un personaggio famoso per un breve periodo, Homer abbandona il ruolo di Duffman, che ritorna nelle mani del suo storico interprete.
- Guest star: Cat Deeley (sé stessa), R. Lee Ermey (Col. Leslie Hapablap) e Stacy Keach (Howard K. Duff VII).
- Gag del divano: i Simpson si siedono sul divano e vengono risucchiati più volte in un varco che li riporta nuovamente in salotto. Alla fine Bart chiude il varco con un telecomando e si corica da solo sul divano, per poi trovare sul pavimento la testa di Homer.
- Frase alla lavagna: assente
- Curiosità: Prima dei titoli di coda, è presente un breve omaggio in ricordo di Sam Simon, produttore esecutivo e sviluppatore originale della serie scomparso l'8 marzo 2015.

## Mamma impicciona
- Sceneggiatura: John Frink
- Regia: Mark Kirkland
- Messa in onda originale: 19 aprile 2015
- Messa in onda italiana: 12 ottobre 2015

Bart è sospettato di aver provocato danni a diversi edifici della città guidando un bulldozer rubato. Non avendo prove sufficienti per incriminarlo, la polizia lo affida a Marge, che pretende una confessione sincera da parte sua riguardo a ciò che ha combinato. Bart si dichiara però innocente e Marge, sicura che stia mentendo dopo che l’ha punisce il ragazzo per 45 giorni senza uscire, decide di seguirlo giorno e notte, ovunque egli vada, fino a quando non si deciderà a dirle la verità. La cosa va avanti per svariati giorni, con Marge che segue il figlio a casa, a scuola, nel tempo libero e perfino durante un tentativo di fuga notturno da casa. Alla fine, vedendo che Bart continua a dichiararsi innocente dopo aver scappato di casa dalla madre che perde la pazienza fortemente, Marge smette di seguirlo e decide di non intromettersi mai più in quello che fa. Bart, che era effettivamente il responsabile dei danni provocati con il bulldozer, inizia allora a pianificare un nuovo scherzo: abbattere, alcune lettere della scritta monumentale "Springfield", situata sul promontorio della città, in modo da creare la parola "Fie", cioè "vergogna" in inglese. Mentre sta manovrando il bulldozer per portare a termine il suo piano, Bart ripensa a Marge e ha una crisi di coscienza che lo spinge ad abbattere le lettere in modo da formare la scritta "FD", che viene interpretata dai cittadini come sigla di "Fire Department" (vigili del fuoco) e viene apprezzata da tutti come un segno di riconoscimento verso i volontari di questo corpo. Bart dice infine la verità alla madre, che nonostante tutto sceglie di perdonarlo. Nel frattempo, Ned Flanders porta a casa una cagnolina di nome Baz, che sembra fin da subito simpatizzare per Homer. Temendo che l'animale possa essere infelice con lui e i suoi figli, Ned propone a Homer di adottarla, ma quest'ultimo rifiuta e lo convince a tenere Baz in quanto è l'unica persona che potrà veramente prendersi cura di lei con amore.
- Guest star: assenti
- Gag del divano: il divano è una piastra arroventata e cinque chicchi di mais vi salgono sopra. Esplodendo come pop corn, i semi danno origine ai membri della famiglia, ma Homer, a differenza degli altri, è tutto bruciato.
- Frase alla lavagna: assente

## I ragazzi stanno litigando
- Sceneggiatura: Rob LaZebnik
- Regia: Bob Anderson
- Messa in onda originale: 26 aprile 2015
- Messa in onda italiana: 13 ottobre 2015

Mentre sta cercando nella tasca della giacca dei soldi con cui pagare l'ennesima birra da Boe, Homer trova un vecchio rullino fotografico risalente a sei anni fa. Grazie all'aiuto di Boe, le fotografie vengono sviluppate e i Simpson si riuniscono al bar per guardarle. Le immagini mostrano Bart e Lisa da piccoli, quando stavano attraversando un periodo di intensa rivalità che li portava a litigare continuamente. La famiglia racconta allora la storia di come Bart e Lisa abbiano imparato a collaborare e a convivere in modo pacifico fino a oggi. 
- Guest star:  assenti
- Gag del divano: I Simpson sono le pedine di un gioco da tavolo intitolato "Il Gioco della Vita": la partita inizia con Homer che, passando attraverso alcune caselle, sposa Marge, ha dei figli con lei (Bart, Lisa e Maggie) e ottiene il lavoro alla centrale nucleare. Il passaggio in altre caselle descrive poi altre tappe fondamentali della vita di Homer. Alla fine, ogni membro della famiglia si siede sul divano e un'altra pedina raffigurante Nonno Simpson si unisce a loro.
- Frase alla lavagna:  "Non pagherò mia sorella per farle fare la mia punizione" (Lisa scrive alla lavagna sotto imposizione di Bart).
- Curiosità:  In principio, era previsto che la gag del divano di questo episodio fosse più corta di quella andata in onda e basata su un soggetto completamente diverso. La gag originale, mostrata in alcune immagini promozionali dell'episodio, presentava il divano con la famiglia Simpson completamente congelata sulla sommità di una montagna e Maggie, vestita da scalatrice, intenta a rompere il blocco di ghiaccio con un picchetto. Avendo bisogno di una gag di maggiore lunghezza, i produttori hanno sostituito la scena con quella de "Il Gioco della Vita", già apparsa con una lieve variante nell'episodio "Pay Pal" della stagione 25.[6]

## Su puoi salire tu, nonno
- Sceneggiatura: Jeff Westbrook
- Regia: Chris Clements
- Messa in onda originale: 3 maggio 2015
- Messa in onda italiana: 14 ottobre 2015

La famiglia Simpson rievoca con l'aiuto di Nonno Abe i suoi giorni vissuti come soldato arruolante negli U.S. Air Force quando Homer era un bambino. Nel frattempo Bart inizia a far uso di sigarette elettroniche per impressionare Annika, la cugina di Milhouse venuta dai Paesi Bassi.
- Guest star:  Glenn Close (Mona Simpson), Carice Van Houten (Annika)[7]
- Gag del divano: Marge, Bart, Lisa e Maggie sono dei pinguini e si siedono su un divano di ghiaccio. Alla fine però arriva un tricheco con le fattezze di Homer che se li mangia.
- Frase alla lavagna:  assente

## Bulli e penitenze
- Sceneggiatura: Tim Long
- Regia: Lance Kramer
- Messa in onda originale: 10 maggio 2015
- Messa in onda italiana: 15 ottobre 2015

Bart è costretto ad andare al ballo della Scuola Elementare di Springfield, dove conosce una nuova ragazza che gli chiede di ballare con lei. Dopo aver vinto il premio come miglior ballerino della serata decide, decide di regalare il trofeo che ha ricevuto alla ragazza, sperando di far colpo su di lei. Prima che ci riesca però, i bulli della scuola lo picchiano per l'ennesima volta distruggendo il trofeo e facendo perdere alla ragazza ogni attenzione nei suoi confronti. Demoralizzato per l'umiliazione subita, il giovane Simpson racconta alla famiglia quanto è successo e Marge decide di fare immediatamente qualcosa contro il fenomeno del bullismo che dilaga fra i giovani. In breve, il consiglio comunale di Springfield approva un nuovo disegno di legge che punisce severamente ogni atto di bullismo. Il Commissario Winchester e i suoi colleghi iniziano ad arrestare tutti i bulli della città, compresi numerosi adulti, dato che l'applicazione della nuova legge consente di incarcerare chiunque sia anche semplicemente sospettato di atti di bullismo verso il prossimo. Alla fine, pure la famiglia Simpson ottiene un assaggio di questa medicina: infatti, quando Rod e Todd Flanders si insospettiscono riguardo al comportamento prepotente tenuto da Homer nei confronti del loro padre, lo denunciano alla polizia temendo che anch'egli sia un bullo. Homer viene quindi arrestato e condannato a 30 giorni di trattamento in un centro di riabilitazione. Una volta superato il periodo di cura, Homer è riammesso nella società e viene considerato da tutti come un eroe per essersi lasciato alle spalle i propri problemi. Homer si aspetta quindi di essere perdonato da Flanders per il suo comportamento, ma Ned non accetta le sue scuse fino a quando Homer non gli dimostra un sincero pentimento rimanendo inginocchiato per giorni sul prato di casa sua. Alla fine Ned accetta le scuse e i Simpson e i Flanders si riuniscono per partecipare a un breve brunch commemorativo.
- Guest star:  Albert Brooks (Dottor Raufbould), Joe Mantegna (Tony Ciccione), Johnny Mathis (sé stesso)
- Gag del divano: Homer è davanti a una porta da calcio (situata al posto del divano) e viene colpito ripetutamente dai palloni calciati da Maggie.
- Frase alla lavagna:  assente

## Passo da mat-atleta
- Sceneggiatura: Michael Price
- Regia: Michael Polcino
- Messa in onda originale: 17 maggio 2015
- Messa in onda italiana: 16 ottobre 2015

Alcuni studenti della scuola elementare di Springfield, fra i quali Lisa, partecipano a una gara di matematica contro la scuola elementare di Waverly Hills. Quest'ultima ottiene la vittoria grazie ai maggiori finanziamenti di cui dispone, che permettono agli alunni di avere insegnanti più preparati e accesso alle ultime tecnologie di supporto allo studio. Per rimediare, i tre secchioni, nonché ex alunni delle elementari di Springfield Benjamin, Doug e Gary divenuti ricchi grazie alla pubblicazione delle loro app, decidono di versare alla scuola un sostanzioso assegno per far fronte alla costante carenza di risorse. In breve l'edificio viene completamente modernizzato, ma un tracollo tecnico dei server, mette fuori uso l'intero impianto elettrico della Scuola Elementare di Springfield, lasciando gli insegnanti senza alcuno strumento per insegnare, dato che i libri e i vecchi supporti ormai inutilizzati erano stati distrutti. Lisa decide allora di trasformare l'istituto in una scuola che segue l'approccio educativo della pedagogia Waldorf. Il Giardiniere Willie, esperto in calcoli geometrici, diviene il nuovo allenatore dei Mathletes (la squadra scolastica di matematica) e gli studenti fanno numerosi progressi nell'apprendimento. Così, in occasione della rivincita contro la Scuola Elementare di Waverly Hills, i ragazzi di Springfield riescono a conquistare il primo premio delle Olimpiadi di Matematica.
- Guest star: Justin Roiland (Rick and Morty)
- Gag del divano: questa gag del divano è un breve cortometraggio di due minuti che costituisce un crossover tra i protagonisti de I Simpson e quelli di Rick and Morty, sitcom animata americana arrivata in Italia su Netfilx nel 2016. La famiglia Simpson si siede sul divano, ma viene travolta in modo fatale dall'astronave dello scienziato Rick e di suo nipote Morty che piomba improvvisamente sulla casa distruggendo la parete del salotto. Sentendosi responsabili della morte dei Simpson, i due decidono di rimediare alla situazione e Rick chiede a Morty di andare in un altro universo per effettuare delle copie dei membri della famiglia con il loro DNA. In seguito Morty torna dal nonno che, elevando la temperatura della casa a 110 gradi, plasma le copie ottenute dando vita a dei Simpson di specie aliena identici a Rick. Soddisfatto di averli fatti tornare in vita, Rick fugge insieme a Morty e a tutti gli oggetti di casa Simpson rubati in sua assenza.
- Frase alla lavagna:  Non combatterò il futuro. (mostrata nel corso dell'episodio e non nella sigla)